# Мухаджирство в среде нахских народов
Нахское мухаджирство — мухаджирство значительной части представителей нахских народов в Османскую империю. Осуществлялось в рамках общего переселения горских народов в 1858—1865 годах, в связи с завоеванием Северного Кавказа Российской империей. Идея переселения собственно вайнахов предложена правительству Турции генерал-майором Русской императорской армии Мусой Кундуховым. Оно пришлось на 1865 год, когда между правительствами России и Турции было достигнуто соответствующее соглашение. Одним из результатов стало появление чеченской диаспоры в Анатолии (см. чеченцы в Турции), а также в некоторых районах Месопотамии, Иордании (см. иорданские чеченцы), Сирии (см. Чеченцы в Сирии) и Египта, а также появление ингушской диаспоры в Турции, Иордании и Сирии.
С.-Э. Бадаев оспаривает правомерность применения термина «мухаджирство» к переселению кавказских народов, поскольку этот термин подразумевает добровольное переселение по религиозным причинам. По отношению к горским народом это не соответствует действительности, так как они были принуждены к переселению политикой Российской империи.

## Мухаджирство на Северном Кавказе
В последние годы Кавказской войны (1817—1864) и сразу после её окончания в среде мусульман Северного Кавказа имела место своеобразная форма массового переселения — мухаджирство. Его смысл заключался в уходе мусульманского населения из немусульманского государства; для северокавказского региона это был исход мусульман из разрастающейся православной Российской империи в подданство единоверной Османской Турции. Особенно значительный характер северокавказское мухаджирство приняло в 1858—1865 годах (в эти 8 лет официально выехало 493 194 человека), но отдельные факты переселений имели место и до 1858 года, и после 1865 — вплоть до Первой мировой войны (1914—1918).
Мухаджирство затронуло разные северокавказские народы в различной степени: балкарцы и ингуши почти не переселялись; кабардинцев и чеченцев мухаджирство затронуло, но незначительно; наиболее массовым переселение было для западных адыгов, абазин, ногайцев и орстхойцев/карабулаков.

### Причины
Мухаджирство являлось следствием колониальной политики Российской империи на Северном Кавказе, оно фактически осуществлялось благодаря поддержке российского правительства, но частично обуславливалось и некоторыми независимыми от этой политики причинами — экономическими, социальными и религиозными. Ряд исследователей, изучавших этот вопрос, отмечают сложность и многообразие причин северокавказского мухаджирства (напр. Х. О. Лайпанов, 1966; Н. Г. Волкова, 1974).
1. Политические причины. Одним из значительных толчков к переселению мусульманского населения Северного Кавказа послужило пленение Шамиля в 1859 году; Северо-Кавказский имамат, как залог будущего освобождения от российского ига, был повержен. Многие жители края «упали духом и решились покинуть землю, обречённую навсегда быть достоянием неверных»[7]. Российское правительство считало, что выселение части северокавказцев ускорит покорение региона, «Кавказ избавится от населения беспокойного …»[~ 2] и всячески способствовало мухаджирству, иногда подталкивая к отъезду даже вполне «замирённые» селения[4]. Правительство Османской Турции также имело выгоду от этого переселения — в лице мухаджиров оно получало значительный воинский контингент, враждебно настроенный к России (в связи с чем мухаджиров старались расселять по русско-турецкой границе). Турецкая администрация давала согласие на приём крупных по численности партий беженцев и всячески поощряла мухаджиров прокламациями содержащими различные обещания и религиозные лозунги[8].
2. Экономические причины. Для населения Северного Кавказа важнейшим был вопрос о земле — новая российская администрация либо стесняла их в личных наделах, либо заставляла переселятся на указанные равнинные территории, что собственно и послужило основной причиной переселения для многих северокавказцев (напр. для западных адыгов). Российская сторона после выселения части местного мусульманского населения, получала огромные земельные пространства, необходимые империи для заселения казачеством и раздачи земли лояльной северокавказской знати[9][4].
3. Социальные причины. Северокавказское население имело сложную социально-родовую структуру, различные по статусу и численности общества имели тесные связи, игравшие огромную роль в жизни местных народностей. Это приводило к тому, что за влиятельными лицами общества нередко поднимался для переселения весь род/фамилия[10].
4. Религиозные причины. Согласно российскому историку, генерал-майору Р. А. Фадееву на смену мюридизму в общества мусульман Северного Кавказа пришли проповеди зикризма, и именно благодаря их влиянию сформировалась тенденция переселения в Османскую Турцию; мухаджиры заявляли, «что времена приближаются и им надобно быть ближе к Мекке». Среди населения часто возникали различные мистические слухи, например о том, «что намаз, совершаемый на земле, которой владеют христиане, не действителен и не ведёт к спасению»[7] или небезпочвенный слух о возможном крещении горцев[~ 3].

В XIX веке мухаджирство значительно повлияло на этно-политическую карту Северного Кавказа, особенно в районах с наибольшим оттоком мусульманского населения. Этот процесс был достаточно важным для истории региона, наряду с такими значимыми факторами, как военные действия Российской императорской армии в 40—60-е годы, различные реформы российского правительства, миграция малоземельных горских обществ на равнину Предкавказья, а также массовым переселением на Северный Кавказ представителей других национальностей.

## История

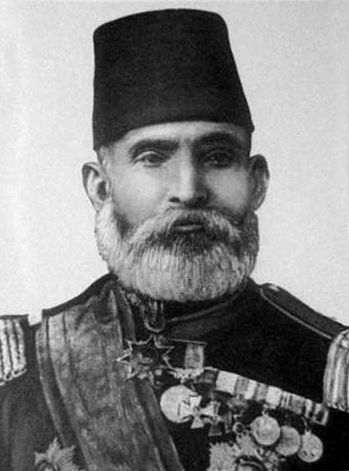
Муса Кундухов

Целью царизма было избавление от «неблагонадёжного» населения. В рамках реализации этого соглашения в течение лета 1865 года было переселено около 5 тысяч семейств (20 тысяч человек). В их числе переселились 6187 карабулаков.
Распространению идей переселения способствовали как распространённые среди горцев слухи о введении рекрутчины или обращения в казаки, так и обещания со стороны турецкого султана переселенцам земли уехавших в Россию армян, налоговых льгот и денежных пособий.
Всего из Терской области было вывезено 4983 вайнахских семейства, 6262 арбы, 1120 голов крупного рогатого скота, 4726 лошадей. В частности, из чеченцев — 3502 семьи и ингушей — 1454 семьи (включая почти всех карабулаков — 1366 семей и назрановцев — 88 семей), общей численностью 22491 человек.
В 1860—1870-х годах вернулись на родину 5857 чеченцев. Часть чеченцев вернулась после русско-турецкой войны 1877—1878 годов.
В 1868 году после многих лишений обманутые переселенцы попытались вернуться на Родину, но восстание было жестоко подавлено.
Из покинувших Россию часть поселилась в Турции. Другая группа поселилась в районе Голанских высот (Сирия), третья переселилась в Иорданию, четвёртая осела в Ираке.
В 1874 году в адрес Кавказской администрации с просьбой о возвращении был подан ряд прошений от чеченцев, ушедших из селений Кей, Валерик, Урус-Мартан, Катар-Юрт, Гази-Юрт и др. После возвращения на родину они поселились в Сагопши, Насыр-Корт и др..
Часть чеченцев погибла, воюя на стороне Турции во франко-турецкой войне 1920—1921 годов.
По состоянию на 2002 год чеченская диаспора в Турции составляла около 25 тысяч человек.
В 1935 году в Турции был принят закон, согласно которому нетурецким народам запрещалось говорить на родном языке. Это привело к ускорению отуречивания иноязычного населения.

## Известные представители чеченской диаспоры в Турции

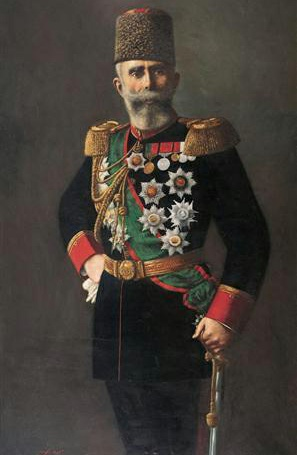
Махмуд Шевкет-паша

- Махмуд Шевкет-паша (1856—1913) — военный и политический деятель Османской империи, великий визирь Османской империи;
- Шахин Бей (Мухьаммад Саӏид) — народный герой Турции, защитник города Антеп;
- Гуйреш, Довхан (Доган Гурес) — генерал-армии, начальник генерального штаба Турции в 1990—1994 годах, с 1994 года депутат Парламента Турции;
- Бекташ Демирель — дзюдоист, чемпион и призёр чемпионатов Европы, призёр чемпионата мира;
- Селим Татароглу — дзюдоист, чемпион и призёр чемпионатов Европы, призёр чемпионата мира.

## Известные представители ингушской диаспоры в Турции
- Салих Полаткан (Хаматханов) — генерал армии, военный атташе в Югославии (1950—1952 гг.);
- Салим Полоткан (Хаматханов) — турецкий офицер, спортсмен, чемпион Центральной Европы, участник летних Олимпийских игр 1936 года в Берлине;
- Хасан-Басри Геккая (Беков) — турецкий журналист, главный редактор газеты «Мерам»;
- Экрем Геккая (Беков) — турецкий киноактёр;
- Макшариф Бештав (Ахриев) — доктор исторических наук;
- Атила Тачой (Точиев) — доктор медицинских наук;
- Садеттин Джанполат — профессиональный художник, писатель, поэт;
- Ферди Айдамир (Тумгоев) — турецкий писатель.
- а также ряд представителей ингушской диаспоры, ставших героями Турции и удостоенных турецкой награды Медаль Истикляль[тур.] («Медаль Независимости» или «Медаль Свободы», тур. İstiklal Madalyası), среди которых Мехмет Кетей (Магомед Котиев), Сулейман Сырр Койдемир (Бештоев), Абдул-Межид Койдемир (Бештоев), Исмаил Ташкой (Торшхоев) и др. Один из представленных к награде — Осман Тимурзиев, отказался от медали в связи с тяжёлым экономическим положением Турции (медаль была из чистого золота).

## В культуре
Мухаджирству среди чеченцев посвящён роман Абузара Айдамирова «Долгие ночи». Мухаджирству среди ингушей посвящён роман турецкого писателя ингушского происхождения Садеттина Джанполата «Серебряный кинжал».